# Paksimmondsius pakistanensis
Paksimmondsius pakistanensis is een vliesvleugelig insect uit de familie Encyrtidae. De wetenschappelijke naam is voor het eerst geldig gepubliceerd in 1974 door Ahmad & Ghani.